# Ларісса Карвальйо
Ларісса Карвальйо (порт. Larissa Carvalho; нар. 9 березня 1985) — колишня бразильська тенісистка.
Найвищу одиночну позицію світового рейтингу — 240 місце досягла 13 листопада 2006, парну — 194 місце — 4 грудня 2006 року.
Здобула 5 одиночних та 7 парних титулів.

## Фінали ITF
| турніри $25,000 |
| турніри $10,000 |

### Одиночний розряд: 8 (5–3)
| Результат | Ранг | Дата              | Турнір                   | Покриття | Суперниця          | Рахунок          |
| --------- | ---- | ----------------- | ------------------------ | -------- | ------------------ | ---------------- |
| Перемога  | 1.   | 17 листопада 2002 | Флоріанополіс, Бразилія  | Ґрунт    | Бруна Колозіу      | 2–6, 6–4, 7–5    |
| Перемога  | 2.   | 25 травня 2003    | Катанія, Італія          | Ґрунт    | Хрістіна Захаріду  | 6–1, 4–0 ret.    |
| Перемога  | 3.   | 26 жовтня 2003    | Каракас, Венесуела       | Тверде   | Летісія Собрал     | 6–3, 7–5         |
| Поразка   | 1.   | 30 серпня 2004    | Асунсьйон, Парагвай      | Ґрунт    | Женіфер Віджажа    | 7–5, 6–7(3), 3–6 |
| Перемога  | 4.   | 24 жовтня 2004    | Флоріанополіс, Бразилія  | Ґрунт    | Марія Хосе Архері  | 2–6, 6–2, 7–5    |
| Перемога  | 5.   | 13 березня 2005   | Толука-де-Лердо, Мексика | Тверде   | Джулія Коен        | 6–2, 6–2         |
| Поразка   | 2.   | 3 жовтня 2006     | Сан-Луїс-Потосі, Мексика | Тверде   | Женіфер Віджажа    | 2–6, 5–7         |
| Поразка   | 3.   | 5 листопада 2006  | Мехіко                   | Тверде   | Матільда Йоганссон | 1–6, 6–7(7)      |

### Парний розряд: 15 (7–8)
| Результат | Ранг | Дата              | Турнір                            | Покриття | Партнерка       | Суперниці                                   | Рахунок          |
| --------- | ---- | ----------------- | --------------------------------- | -------- | --------------- | ------------------------------------------- | ---------------- |
| Поразка   | 1.   | 1 вересня 2002    | Сантьяго, Чилі                    | Ґрунт    | Соледад Есперон | Бруна Колозіу Селесте Контін                | w/o              |
| Перемога  | 1.   | 17 листопада 2002 | Флоріанополіс, Бразилія           | Ґрунт    | Бруна Колозіу   | Марсела Еванжеліста Летісія Собрал          | 6–4, 6–4         |
| Поразка   | 2.   | 28 вересня 2003   | Агуаскальєнтес, Мексика           | Ґрунт    | Меліса Аревало  | Карла Тіене Марсела Еванжеліста             | 3–6, 6–2, 2–6    |
| Перемога  | 2.   | 10 травня 2004    | Монсон, Іспанія                   | Тверде   | Неуза Сілва     | Жоана Кортез Маріна Таваріс                 | 6–2, 6–4         |
| Перемога  | 3.   | 15 травня 2004    | Санта-Крус-де-Тенерифе, Іспанія   | Тверде   | Анна Говкінс    | Ева-Марія Гох Мартіна Павелець              | 2–6, 6–1, 7–6(4) |
| Поразка   | 3.   | 22 серпня 2004    | Єзі, Італія                       | Ґрунт    | Елена В'янелло  | Стефанія К'єппа Валентіна Сульпіціо         | 3–6, 5–7         |
| Поразка   | 4.   | 11 жовтня 2004    | Мехіко                            | Тверде   | Женіфер Віджажа | Кільдін Шевальє Ольга Виметалкова           | 3–6, 2–6         |
| Поразка   | 5.   | 24 жовтня 2004    | Флоріанополіс, Бразилія           | Ґрунт    | Женіфер Віджажа | Летісія Собрал Марія Хосе Архері            | 6–2, 4–6, 5–7    |
| Перемога  | 4.   | 30 серпня 2005    | Mollerusa, Іспанія                | Тверде   | Нурія Ройг      | Анна Боада-Пладе Льоренс Ребека Боу Ногейро | 6–0, 6–1         |
| Поразка   | 6.   | 26 червня 2006    | Падуя, Італія                     | Ґрунт    | Андрея Клепач   | Дарія Юрак Рената Ворачова                  | 4–6, 3–6         |
| Поразка   | 7.   | 6 серпня 2006     | Віго, Іспанія                     | Ґрунт    | Жоана Кортез    | Марія Хосе Архері Летісія Собрал            | 4–6, 3–6         |
| Перемога  | 5.   | 13 жовтня 2006    | Сальтільйо, Мексика               | Тверде   | Жоана Кортез    | Монік Адамчак Марі-Ев Пеллетьє              | 6–2, 7–5         |
| Перемога  | 6.   | 18 листопада 2006 | Мехіко                            | Ґрунт    | Жоана Кортез    | Івана Абрамович Марія Абрамович             | 7–5, 6–2         |
| Поразка   | 8.   | 10 вересня 2007   | Санту-Андре (Сан-Паулу), Бразилія | Тверде   | Карла Тіене     | Соледад Есперон Марія Ірігоєн               | 6–4, 2–6, [7–10] |
| Перемога  | 7.   | 1 серпня 2009     | Кампус-ду-Жордау, Бразилія        | Тверде   | Вівіан Сегніні  | Монік Албукерке Паула Крістіна Гонсалвеш    | 3–6, 6–1, [10–7] |